# Rodde (Rheine)
Rodde ist ein Rheiner Stadtteil und liegt im nördlichen Münsterland. Am 31. Dezember 2017 hatte Rodde (einschließlich Kanalhafen) 1724 Einwohner.

## Geographie
Rodde liegt eingerahmt zwischen den Rheiner Stadtteilen Altenrheine, Eschendorf und Gellendorf im Westen, Elte im Süden. Westlich und nördlich von Rodde verläuft die Grenze Münsterland/Tecklenburger Land. Im Tecklenburger Land grenzt Rodde im Osten an Bevergern und im Norden an Hörstel.
Rodde wird durch die Bahnstrecke Löhne–Rheine und den Dortmund-Ems-Kanal durchschnitten.
Rodde selbst teilt sich wiederum in drei Teile auf: Fernrodde im Osten an der Grenze zu Bevergern, den Ort Rodde selbst und Nahrodde mit dem Kanalhafen Rheine.

## Geschichte

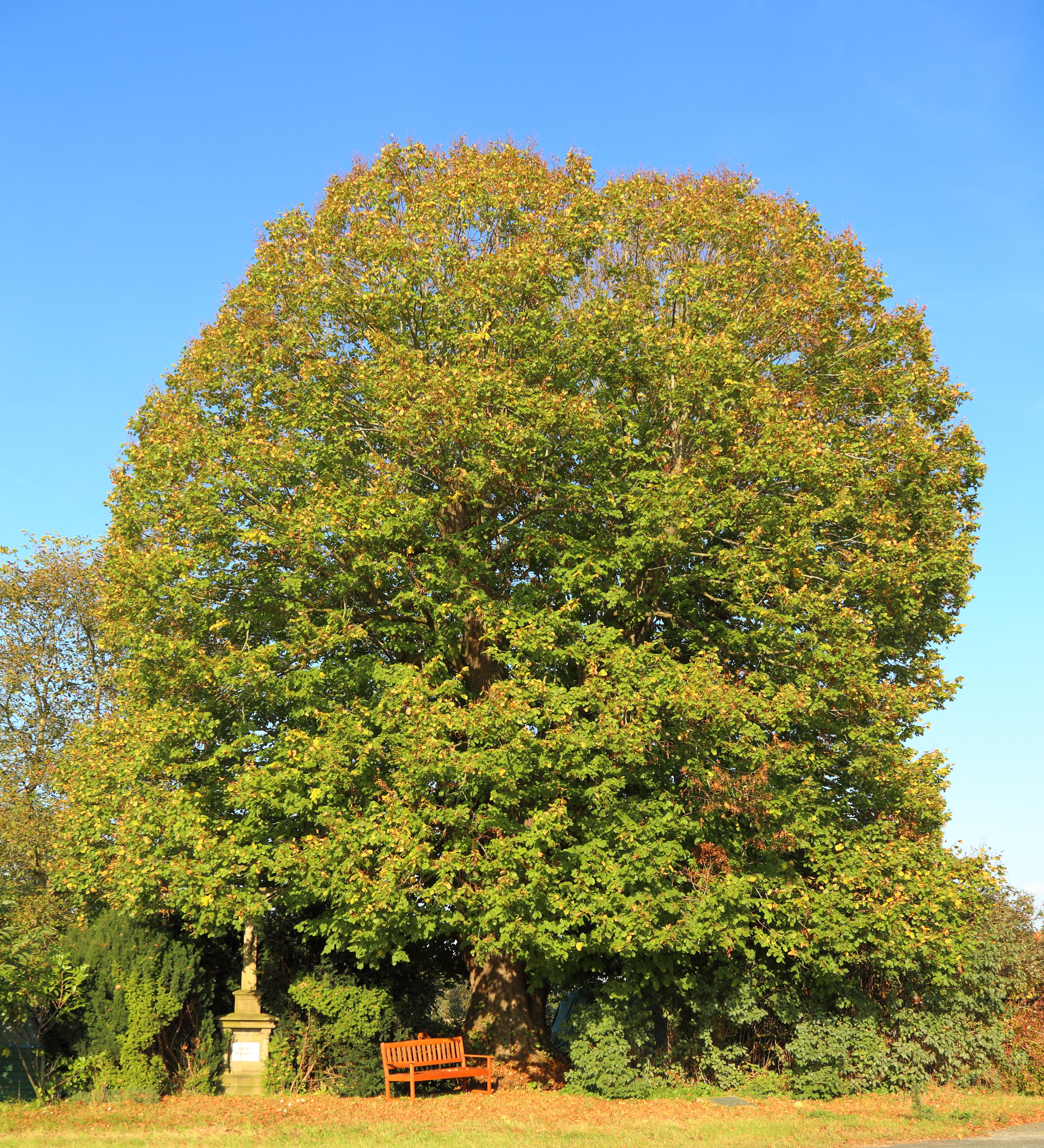
Die Hollandgänger-Linde (2014)

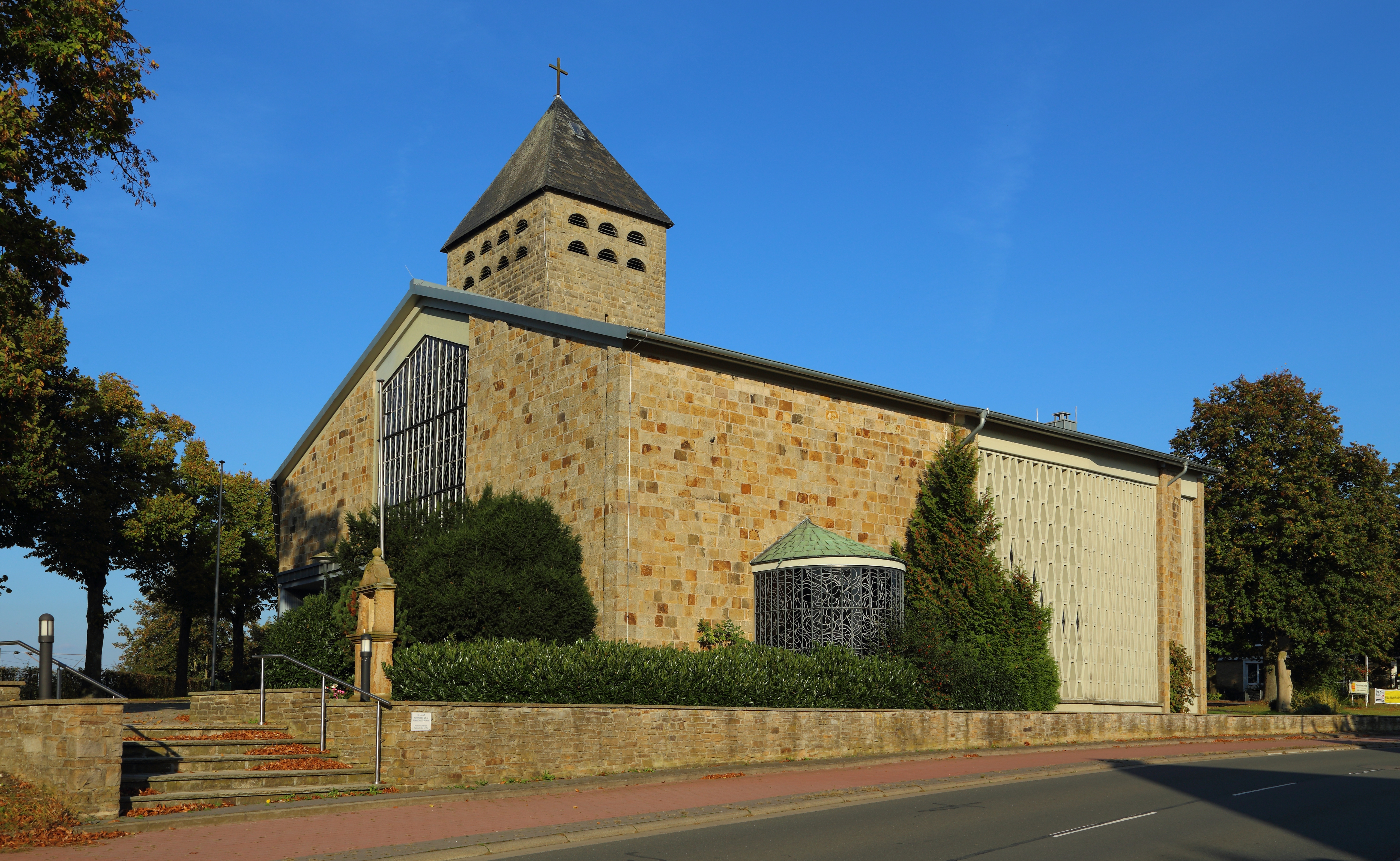
Katholische St.-Josef-Kirche

Einst zogen die Rodder in die nahen Niederlande, um dort zu arbeiten. Noch heute erinnert daran die Hollandgänger-Linde an der Nahrodder Straße. Als sich 1852 bis 1895 der Dortmund-Ems-Kanal entwickelte, fanden sie endlich auch vor Ort Arbeit. Einfluss darauf hatte auch der Bau der Eisenbahn in Rodde von 1853 bis 1855. Gleichzeitig zogen sich immer mehr Straßen durch Rodde und verbanden das Dorf mit der Außenwelt. In den 1960er Jahren gab es Lebensmittelläden, Gaststätten, Poststellen, Feuerwehr und Polizei, Metzger, Schneiderei, Friseur, Schreinerei, Fahrschule, Sparkasse, Tankstelle sowie Getränkehändler in Rodde. Diese sind aber bis heute beinahe vollständig aus dem Stadtteil verschwunden.

## Verkehr
Rodde ist verkehrsmäßig gut angebunden. Es bestand bis vor wenigen Jahrzehnten ein Haltepunkt an der Eisenbahn mit dem Namen: Rodde (Westf.). Er wurde aufgrund zu niedriger Fahrgastzahlen und räumlicher Nähe zu den Bahnhöfen Rheine und Hörstel im Juni 1991 aufgegeben. Der Kanalhafen Rheine ist ein Gewerbegebiet im Stadtteil. Hier werden Güter auf den Dortmund-Ems-Kanal umgeladen. Durch den Kanalhafen und über den Kanal in Richtung Rheine verläuft die ehemalige Schmalspurbahn Tecklenburger Nordbahn. Sie wurde 1935 umgespurt und dient seit der Einstellung des Personenverkehrs in den 1970er Jahren nur noch dem Gütertransport.
Die Autobahn A 30 verläuft nördlich von Rodde. Hier gibt es eine Anschlussstelle mit dem Namen Rheine Kanalhafen.

## Wirtschaft
In Rodde sind mehr als 80 klein- und mittelständische Unternehmen ansässig, davon haben rund 50 ihren Sitz im Gewerbegebiet Kanalhafen.

## Kultur
Im Ort selbst befindet sich die Katholische Kirchengemeinde St. Josef Rodde. Dazu gibt es einen Kindergarten (St. Joseph) und eine Grundschule (Teilstandort Rodde der Verbundgrundschule Canisius). Insgesamt hat Rodde rund 15 Vereine und Verbände. Darunter der Sportverein Eintracht Rodde, die Frauengemeinschaft, der Schützenverein Rodde 1847, der Kolping Verein Rodde, die Schützenbruderschaft Kanalhafen, TC „Rodde Igels“ e. V., Rodder Kratzbürsten, den Heimatverein Rodde und viele mehr.
Außerdem gibt es ein Blas-Orchester, das 1924 gegründet wurde und heute aus über 60, zum großen Teil sehr jungen Musikern besteht. Im Jahr 2013 bekam Rodde von der Initiative ProRodde ein eigenes Logo: „Rodde - natürlich!“.
2021 wurde mit dem Neubau der Rodder Schleuse begonnen und der Dorfladen Rodde eröffnete.

## Baudenkmäler
In der Liste der Baudenkmäler in Rheine sind für Rodde acht Baudenkmäler aufgeführt (in Klammern die jeweilige Denkmalnummer):
- Backhaus Konermann in Rodde (172)
- Backhaus Schulte-Osthoff in Rodde (171)
- Backspieker bei Schulze-Oechtering, Rodde (151)
- Wegkreuz „Meyerings Krüz“ (152)
- Bildstock „Konermanns Bild“ bei St. Josef (215)
- Bauernhaus (119)
- Backhaus (140)
- Dampf-Mühle Edelbusch (216)